# Botryobasidium bisporum
Botryobasidium bisporum är en svampart som först beskrevs av Boidin & Gilles, och fick sitt nu gällande namn av G. Langer 1994. Botryobasidium bisporum ingår i släktet Botryobasidium och familjen Botryobasidiaceae.   Inga underarter finns listade i Catalogue of Life.